# Campionato mondiale vetture sport 1955
Il Campionato mondiale vetture sport 1955, la cui denominazione ufficiale è World Sports Car Championship, è stata la 3ª edizione del Campionato mondiale vetture sport.
Organizzato dalla Federazione Internazionale dell'Automobile tramite la Commissione Sportiva Internazionale e riservato alle vetture sport senza limitazioni di cilindrata, è stato vinto dalla Mercedes-Benz con la 300 SLR pilotata da Stirling Moss, Peter Collins e John Fitch.

## Regolamento
Titoli

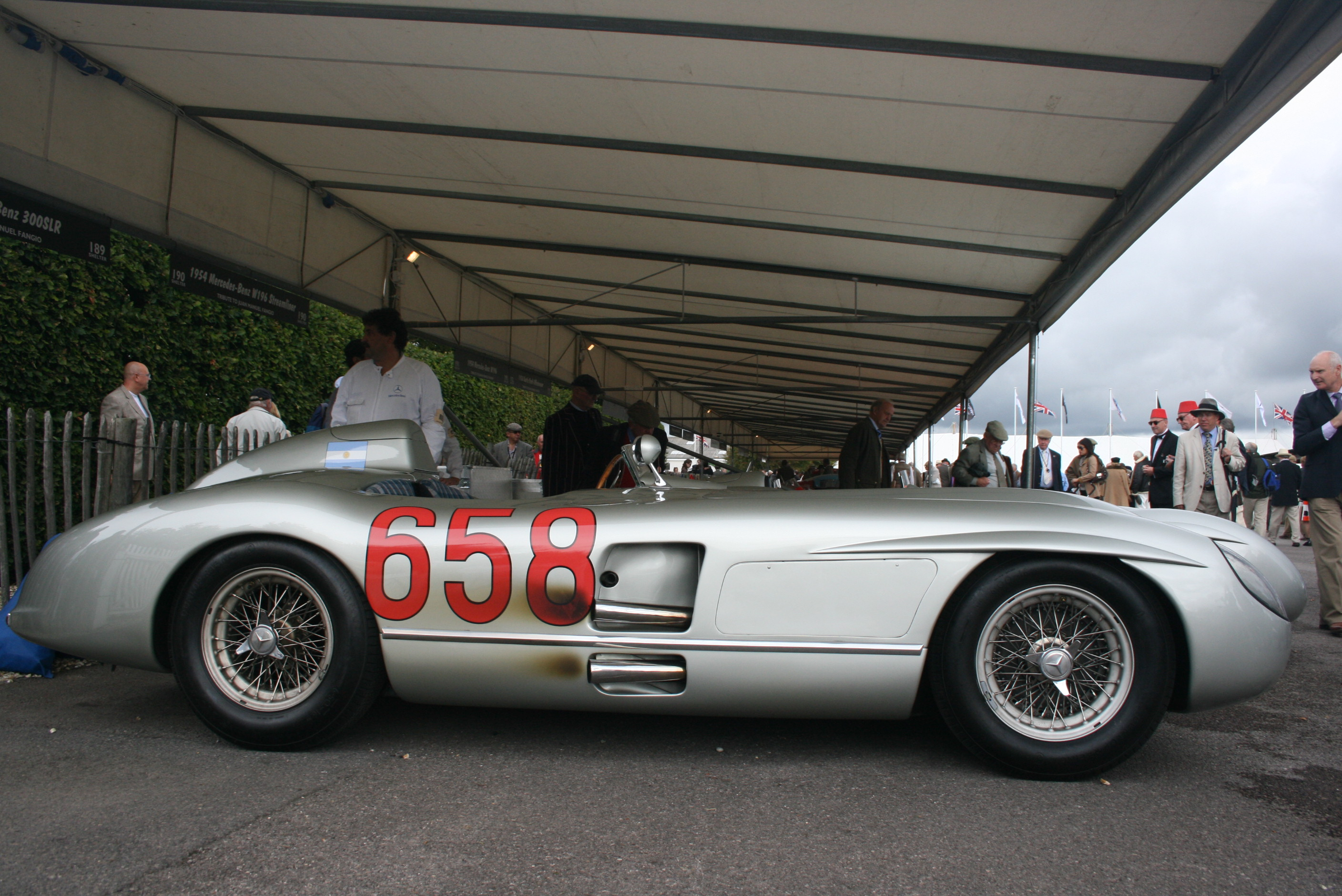
Una Mercedes-Benz 300 SLR ad un'esposizione

- Campionato del mondo vetture sport riservato ai costruttori di vetture sport.

Categorie
- Sport: vetture biposto con carrozzeria aperta o chiusa e motori senza limitazioni di cilindrata, progettate e costruite appositamente per le competizioni ma dotate degli equipaggiamenti per l'uso stradale, suddivise in classi secondo la cilindrata[1].
- Gran Turismo: suddivise in categorie in base alla cilindrata.
- Turismo: suddivise in categorie in base alla cilindrata.

Punteggi
Vengono assegnati punti solo alla vettura meglio classificata per ogni costruttore. Al primo costruttore classificato vengono attribuiti 8 punti, 6 al secondo, 4 al terzo, 3 al quarto, 2 al quinto, 1 al sesto. Per la classifica finale vengono conteggiati solo i migliori quattro risultati. Le vetture turismo e gran turismo non ottengono punti.

## Resoconto
Per il 1955 il Campionato si articola ancora su sei prove. Le prime due, la 1000 km di Buenos Aires e la 12 Ore di Sebring, si disputano in America, mentre in Europa si corrono la Mille Miglia, la 24 Ore di Le Mans, il Tourist Trophy e viene inserita per la prima volta in calendario la Targa Florio.
Le prime tre corse vedono trionfare tre diversi costruttori. La Ferrari vince a Buenos Aires, la Jaguar a Sebring e la Mercedes-Benz alla Mille Miglia. La 24 Ore di Le Mans, vinta dalla Jaguar di Mike Hawthorn e Ivor Bueb, viene segnata dal più grave incidente nella storia dell'automobilismo. Nel disastro di Le Mans perdono la vita 84 persone, il pilota Pierre Levegh e 83 spettatori, e altre 120 rimangono ferite ma la gara non viene interrotta.
La Mercedes vince le ultime due prove, Tourist Trophy e Targa Florio, e si aggiudica il Titolo costruttori con due punti di vantaggio sulla Ferrari.

## Risultati
| Nº | Data         | Gara                    | Costruttore   | Vettura  | Categoria | Piloti                                   | Resoconto |
| -- | ------------ | ----------------------- | ------------- | -------- | --------- | ---------------------------------------- | --------- |
| 1  | 23 gennaio   | 1000 km di Buenos Aires | Ferrari       | 375 Plus | Sport     | Enrique Saenz Valiente-José María Ibáñez | Resoconto |
| 2  | 13 marzo     | 12 Ore di Sebring       | Jaguar        | D-Type   | Sport     | Mike Hawthorn-Phil Walters               | Resoconto |
| 3  | 1º maggio    | Mille Miglia            | Mercedes-Benz | 300 SLR  | Sport     | Stirling Moss-Denis Jenkinson            | Resoconto |
| 4  | 11-12 giugno | 24 Ore di Le Mans       | Jaguar        | D-Type   | Sport     | Mike Hawthorn-Ivor Bueb                  | Resoconto |
| 5  | 18 settembre | Tourist Trophy          | Mercedes-Benz | 300 SLR  | Sport     | Stirling Moss-John Fitch                 | Resoconto |
| 6  | 16 ottobre   | Targa Florio            | Mercedes-Benz | 300 SLR  | Sport     | Stirling Moss-Peter Collins              | Resoconto |

## Classifica
| Pos | Costruttore   | Pr 1 | Pr 2 | Pr 3 | Pr 4 | Pr 5 | Pr 6 | Totale |
| --- | ------------- | ---- | ---- | ---- | ---- | ---- | ---- | ------ |
| 1   | Mercedes      |      |      | 8    |      | 8    | 8    | 24     |
| 2   | Ferrari       | 8    | 6    | 4    |      | (1)  | 4    | 22     |
| 3   | Jaguar        |      | 8    |      | 8    |      |      | 16     |
| 4   | Maserati      | 4    | 4    | 3    |      | (2)  | 2    | 13     |
| 5   | Aston Martin  |      |      |      | 6    | 3    |      | 9      |
| 6   | Porsche       | 3    |      |      | 3    |      |      | 6      |
| 7   | Gordini       | 2    |      |      |      |      |      | 2      |
| 8   | Austin-Healey |      | 1    |      |      |      |      | 1      |